# Пириц, Дана
Дана Пириц (нем. Dana Pyritz; род. 31 августа 1970, Кюлунгсборн, Мекленбург — Передняя Померания) — немецкая гребчиха, выступавшая за сборную Германии по академической гребле в 1990-х и 2000-х годах. Бронзовая призёрка летних Олимпийских игр в Барселоне, чемпионка мира, победительница многих регат национального и международного значения.

## Биография
Дана Пириц родилась 31 августа 1970 года в городе Кюлунгсборн, ГДР. Проходила подготовку в гребных клубах Берлина и Саарбрюккена. Тренировалась вместе с сестрой-близнецом Аней Пириц, с которой впоследствии состояла в одном экипаже.
Первого серьёзного успеха на взрослом международном уровне добилась в сезоне 1992 года, когда вошла в основной состав немецкой национальной сборной и благодаря череде удачных выступлений удостоилась права защищать честь страны на летних Олимпийских играх в Барселоне. В составе экипажа, куда также вошли гребчихи Катрин Хаккер, Кристиане Харцендорф, Керстин Петерсман, Сильвия Дёрдельман, Аннегрет Штраух, Уте Вагнер, Юдит Цайдлер и рулевая Даниэла Нойнаст, финишировала в программе восьмёрок третьей позади экипажей из Канады и Румынии — тем самым завоевала бронзовую олимпийскую медаль. За это выдающееся достижение 23 июня 1993 года была награждена высшей спортивной наградой Германии «Серебряный лавровый лист».
В 1993 году побывала на чемпионате мира в Рачице, откуда привезла ещё одну награду бронзового достоинства, выигранную в восьмёрках.
На мировом первенстве 1994 года в Индианаполисе одержала в той же дисциплине победу.
В 1995 году пересела в четырёхместную безрульную лодку и выиграла серебряную медаль на чемпионате мира в Тампере, уступив в финале только экипажу из США.
Находясь в числе лидеров гребной команды Германии, Пириц благополучно прошла отбор на Олимпийские игры 1996 года в Атланте, однако на сей раз попасть в число призёров не смогла — в восьмёрках сумела квалифицироваться лишь в утешительный финал B и расположилась в итоговом протоколе соревнований на восьмой строке.
После атлантской Олимпиады Дана Пириц осталась в основном составе немецкой национальной сборной и продолжила принимать участие в крупнейших международных регатах. Так, в 1997 году в восьмёрках она выиграла две серебряные медали на этапах Кубка мира и выступила на мировом первенстве в Эгбелете, где заняла в той же дисциплине пятое место.
В 1998 году в восьмёрках была лучшей на этапах Кубка мира в Мюнхене и Люцерне, тогда как на чемпионате мира в Кёльне показала в финале шестой результат.
На мировом первенстве 1999 года в Сент-Катаринсе вновь заняла шестое место в восьмёрках.
В течение последующих пяти лет добавила в послужной список ещё несколько наград, полученных на различных этапах Кубка мира. Становилась бронзовой призёркой на чемпионатах мира 2001 года в Люцерне и 2002 года в Севилье, в то время как на мировом первенстве 2003 года в Милане взяла бронзу в программе безрульных четвёрок.
Последний раз показала сколько-нибудь значимый результат на международной арене в сезоне 2004 года, когда в восьмёрках одержала победу на этапе Кубка мира в польской Познани. Вскоре по окончании этих соревнований приняла решение завершить спортивную карьеру.